# Quintus Manlius
Quintus Manlius war ein römischer Plebejer, der im 1. Jahrhundert v. Chr. in der Römischen Republik lebte. Der Gentilname Manlius war ursprünglich das Nomen einer patrizischen gens Manlia, die im 1. Jahrhundert v. Chr. ausstarb und zuvor auf plebejische Namensträger übergangen war.
Im Jahr 77 v. Chr. gehörte der zur Zeit des sullanischen Bürgerkriegs emporgekommene Quintus Manlius dem Kollegium der vigintisexviri an, wo er als triumvir capitalis neben zwei weiteren Kollegen für die Ausübung der Polizeijustiz in Rom zuständig war. Nach einer Schilderung des Marcus Tullius Cicero war der Triumvir in seinem Amt bestechlich gewesen. So soll der Beamte einen umfassend geständigen Mörder, der ein römischer Bürger war, abgeurteilt oder dem Prätor zur weiteren Jurisdiktion überstellt haben. Gegen den zwangsweise vorgeführten, mutmaßlichen Anstifter stellte er aber die Ermittlungen ein und entließ diesen ohne Rechtsfolgen, nach Zahlung eines Lösegeldes, aus dem amtlichen Gewahrsam. Im Jahr 70 v. Chr. führt Cicero den Quintus zusammen mit Quintus Cornificius allerdings als äußerst strengen und unbefangenen Richter an.
Quintus Manlius bekleidete 69 v. Chr. das Amt eines Volkstribuns und verstarb vermutlich noch vor dem Jahr 66.